# Кандиду-Салис
Кандиду-Салис (порт. Cândido Sales)  —  муниципалитет в Бразилии, входит в штат Баия. Составная часть мезорегиона Юго-центральная часть штата Баия. Входит в экономико-статистический микрорегион Витория-да-Конкиста. Население составляет 32 125 человек на 2006 год. Занимает площадь 1301,378 км². Плотность населения — 24,7 чел./км².

## История
Город основан 5 июля 1962 года.

## Статистика
- Валовой внутренний продукт на 2003 год составляет 68 845 440,00 реалов (данные: Бразильский институт географии и статистики).
- Валовой внутренний продукт на душу населения на 2003 год составляет 2259,67 реалов (данные: Бразильский институт географии и статистики).
- Индекс развития человеческого потенциала на 2000 год составляет 0,636 (данные: Программа развития ООН).

## География
Климат местности: субтропический гумидный или сухой.